# Fília
Fília är en ort i Grekland.   Den ligger i prefekturen Nomós Lésvou och regionen Nordegeiska öarna, i den östra delen av landet, 250 km nordost om huvudstaden Aten. Fília ligger 325 meter över havet och antalet invånare är 653. Den ligger på ön Lesbos.
Terrängen runt Fília är kuperad. Runt Fília är det ganska glesbefolkat, med 31 invånare per kvadratkilometer. Närmaste större samhälle är Agía Paraskeví, 11,4 km öster om Fília. 